# Torino Film Festival 2013
La 31ª edizione del Torino Film Festival (TFF 31) si è svolta a Torino dal 22 al 30 novembre 2013, diretta da Paolo Virzì.
Il manifesto di questa edizione è stato disegnato da Gipi, autore di graphic novel.
Il film di apertura è stato Last Vegas per la regia di Jon Turteltaub, quello di chiusura è stato Il ricatto (Grand Piano) per la regia di Eugenio Mira.

## Sezioni

### Torino 31
- 2 automnes 3 hivers, regia di Sébastien Betbeder (Francia)
- Blue Ruin, regia di Jeremy Saulnier (Stati Uniti)
- Bulg-eun gajok, regia di Lee Ju-hyoung (Corea del Sud)
- C.O.G., regia di Kyle Patrick Alvarez (Stati Uniti)
- Club Sandwich (Club sándwich), regia di Fernando Eimbcke (Messico)
- Il treno va a Mosca, regia di Federico Ferrone e Michele Manzolini (Italia)
- La Bataille de Solférino, regia di Justine Triet (Francia)
- La mafia uccide solo d'estate, regia di Pierfrancesco Diliberto (Italia)
- La plaga, regia di Neus Ballús (Spagna)
- Le Démantèlement, regia di Sébastien Pilote (Canada)
- Pelo malo, regia di Mariana Rondón (Venezuela)
- Sao Karaoke, regia di Visra Vichit Vadakan (Thailandia, Stati Uniti)
- Sensô to irori no onna, regia di Jun'ichi Inoue (Giappone)
- Vandal, regia di Hélier Cisterne (Francia)

### Festa Mobile
- 8½, regia di Federico Fellini (Italia, Francia, 1963)
- All Is Lost - Tutto è perduto (All Is Lost), regia di J.C. Chandor (Stati Uniti)
- Blood Pressure, regia di Sean Garrity (Canada)
- Drinking Buddies - Amici di bevuta (Drinking Buddies), regia di Joe Swanberg (Stati Uniti)
- Non dico altro (Enough Said), regia di Nicole Holofcener (Stati Uniti)
- Essere Riccardo... e gli altri, regia di Giancarlo Scarchilli (Italia)
- Frances Ha, regia di Noah Baumbach (Stati Uniti)
- Il ricatto (Grand Piano), regia di Eugenio Mira (Spagna) - film di chiusura
- Ida, regia di Paweł Pawlikowski (Polonia)
- A proposito di Davis (Inside Llewyn Davis), regia di Joel ed Ethan Coen (Stati Uniti, Francia)
- Last Vegas, regia di Jon Turteltaub (Stati Uniti) - film di apertura
- Loubia Hamra, regia di Narimane Mari (Algeria, Francia)
- Solo gli amanti sopravvivono (Only Lovers Left Alive), regia di Jim Jarmusch (Stati Uniti)
- Prince Avalanche, regia di David Gordon Green (Stati Uniti)
- Suzanne, regia di Katell Quillévéré (Francia)
- Temporary Road. (una) Vita di Franco Battiato, regia di Giuseppe Pollicelli e Mario Tani – documentario (Italia)
- The Grand Seduction, regia di Don McKellar (Canada)
- The Husband, regia di Bruce McDonald (Canada)
- The Repairman, regia di Paolo Mitton (Italia)
- C'era una volta un'estate (The Way, Way Back), regia di Nat Faxon e Jim Rash (Stati Uniti)
- This Is Martin Bonner, regia di Chad Hartigan (Stati Uniti)
- Tutte le storie di Piera, regia di Peter Marcias – documentario (Italia)
- Ugly, regia di Anurag Kasyap (India)

### Festa Mobile / Gran Premio Torino
- La sedia della felicità, regia di Carlo Mazzacurati (Italia)

### Festa Mobile / Europop
- Molière in bicicletta (Alceste à bicyclette), regia di Philippe Le Guay (Francia)
- Drogówka, regia di Wojciech Smarzowski (Polonia)
- La mossa del pinguino, regia di Claudio Amendola (Italia)
- Monica Z, regia di Per Fly (Svezia)
- The Stag - Se sopravvivo mi sposo (The Stag), regia di John Butler (Irlanda)

### After Hours
- In nome del figlio (Au nom du fils), regia di Vincent Lannoo (Belgio)
- Big Bad Wolves - I lupi cattivi (Big Bad Wolves), regia di Aharon Keshales e Navot Papushado (Israele)
- Blutgletscher, regia di Marvin Kren (Austria)
- Caníbal, regia di Manuel Martín Cuenca (Spagna, Romania, Russia, Francia)
- Computer Chess, regia di Andrew Bujalski (Stati Uniti)
- L'etrusco uccide ancora, regia di Armando Crispino (Italia, 1972)
- La danza della realtà, regia di Alejandro Jodorowsky (Cile)
- LFO, regia di Antonio Tublén (Svezia, Danimarca)
- Männer zeigen Filme & Frauen ihre Brüste, regia di Isabell Šuba (Germania)
- Plus One, regia di Dennis Iliadis (Stati Uniti)
- Sweetwater - Dolce vendetta (Sweetwater), regia di Logan Miller (Stati Uniti)
- The Conspiracy, regia di Christopher MacBride (Canada)
- The Stone Roses: Made of Stone, regia di Shane Meadows – documentario (Regno Unito)
- V/H/S/2, regia di Simon Barrett, Jason Eisener, Gareth Evans, Gregg Hale, Eduardo Sánchez, Timo Tjahjanto e Adam Wingard (Stati Uniti)
- Whitewash, regia di Emanuel Hoss-Desmarais (Canada)
- Wrong Cops, regia di Quentin Dupieux (Francia, Stati Uniti)

### TFFDOC / Internazionale.doc
- A Spell to Ward Off the Darkness, regia di Ben Rivers e Ben Russell (Francia, Estonia)
- Belleville Baby, regia di Mia Engberg (Svezia)
- Chroniques équivoques, regia di Lamine Ammar-Khodja (Algeria)
- E Agora? Lembra-me, regia di Joaquim Pinto (Portogallo)
- Os Caminhos de Jorge, regia di Miguel Cabral (Portogallo, Belgio, Francia)
- Portrait of a Lone Farmer, regia di Jide Tom Akinleminu (Danimarca, Nigeria, Germania)
- Stop the Pounding Heart, regia di Roberto Minervini (Stati Uniti, Belgio, Italia)
- The Uprising, regia di Peter Snowdon (Belgio, Regno Unito)
- Trêve, regia di Carmit Harash (Francia, Israele)
- Yumen, regia di Xu Ruotao, John-Paul Sniadecki, Huang Xiang (Cina, Stati Uniti)

### TFFDOC / Italiana.doc
- El lugar de las fresas, regia di Maite Vitoria Daneris (Italia, Spagna)
- Emmaus, regia di Claudia Marelli (Italia)
- Fuoriscena, regia di Massimo Donati e Alessandro Leone (Italia)
- Habitat [Piavoli], regia di Claudio Casazza e Luca Ferri (Italia)
- I fantasmi di San Berillo, regia di Edoardo Morabito (Italia)
- Il lago, regia di Raffaella Mantegazza ed Ebisuno Yukai (Italia)
- Il segreto, regia di cyop&kaf (Italia)
- La Passione di Erto, regia di Penelope Bortoluzzi (Francia, Italia)
- Rosarno, regia di Greta De Lazzaris (Italia)
- Sanperè! - Venisse il fulmine, regia di Francesca Frigo (Italia)
- Striplife, regia di Andrea Zambelli, Alberto Mussolini, Luca Scaffidi, Nicola Grignani, Valeria Testagrossa (Italia)
- Wolf, regia di Claudio Giovannesi (Italia, Repubblica Ceca)

### TFFDOC / Documenti
- Anak Araw - Albino, regia di Gym Lumbera (Filippine, Stati Uniti)
- Anna (Materiali espansi), regia di Alberto Grifi e Massimo Sarchielli (Italia, 1972)
- Cacheu, regia di Filipa César (Portogallo, Guinea-Bissau)
- Grazing the Sky, regia di Horacio Alcalá (Spagna, Portogallo, Messico)
- L'immagine mancante (L'image manquante), regia di Rithy Panh (Francia, Cambogia)
- L'ultimo degli ingiusti (Le Dernier des Injustes), regia di Claude Lanzmann (Austria, Francia)
- Mille Soleils, regia di Mati Diop (Francia)
- Parole e utopia #10 - Béla Tarr, regia di Donatello Fumarola e Alberto Momo (Italia)
- Parole e utopia #6 - Alberto Grifi, regia di Donatello Fumarola e Alberto Momo (Italia)
- Pays barbare, regia di Yervant Gianikian e Angela Ricci Lucchi (Francia)
- Tarr Béla, I Used to Be a Filmmaker, regia di  Jean-Marc Lamoure (Francia)
- The Embassy, regia di Filipa César (Portogallo, 2011)
- The Stuart Hall Project, regia di John Akomfrah (Regno Unito)

### Italiana.corti
- 37°4 S, regia di Adriano Valerio (Francia)
- Homo homini bisonte, regia di Emanuele Simonelli e Astutillo Smeriglia (Italia)
- Il viaggio di Ettore, regia di Lorenzo Cioffi – documentario (Italia)
- Isacco, regia di Federico Tocchella (Italia)
- No More Lonely Nights, regia di Fabio Scacchioli e Vincenzo Core (Italia)
- ReCuiem, regia di Valentina Carnelutti (Italia)
- Sui bordi - Dove finisce il mare, regia di Francesca Cogni – documentario (Italia, Francia)
- Terradentro, regia di Antonio Prata – documentario (Italia)

### Italiana.corti / Fuori concorso
- La vita adesso, regia di Salvatore Mereu (Italia)

### Big Bang TV
- House of Cards - Gli intrighi del potere (House of Cards), regia di David Fincher – serie TV, Capitolo 1 e Capitolo 2 (Stati Uniti)
- Southcliffe, regia di Sean Durkin – miniserie TV, 4 puntate (Regno Unito)
- Top of the Lake - Il mistero del lago (Top of the Lake), di Jane Campion e Garth Davis – serie TV, episodi 1-6 (Australia, Nuova Zelanda, Regno Unito)

### Onde
- Alligator Tears, regia di Theresa Schwartzman – cortometraggio (Stati Uniti)
- Cut, regia di Christoph Girardet e Matthias Müller – cortometraggio (Germania)
- Flood Tide, regia di Todd Chandler (Stati Uniti)
- Història de la meva mort, regia di Albert Serra (Spagna, Francia)
- Hotel de l'Univers, regia di Tonino De Bernardi (Italia)
- In the Traveler's Heart, regia di Melissa Dullius e Gustavo Jahn – cortometraggio (Lituania, Germania, Brasile)
- La última película, regia di Raya Martin e Mark Peranson (Canada, Danimarca, Messico, Filippine)
- Lezuo, regia di Giuseppe Boccassini – cortometraggio (Italia)
- Luton, regia di Michalis Konstantatos (Grecia)
- Neon Heartache, regia di Danielle Lessovitz – cortometraggio (Stati Uniti)
- Noche, regia di Leonardo Brzezicki (Argentina)
- Pisa, regia di Manuel Alejandro Salas – cortometraggio (Ecuador)
- Sceneries of New Beginnings, regia di Atsushi Shinohara (Giappone)
- Silencio en la tierra de los sueños, regia di Tito Molina (Ecuador)
- Soles de primavera, regia di Stefan Ivancic – cortometraggio (Serbia)
- Sto Lyko, regia di Aran Hughes e Christina Koutsospyrou (Grecia)

### Onde / Portoghesi
- Bibliografia, regia di João Manso e Miguel Manso – documentario (Portogallo)
- Carosello, regia di Jorge Quintela – cortometraggio (Portogallo)
- Mahjong, regia di João Pedro Rodrigues e João Rui Guerra da Mata – cortometraggio (Portogallo)
- Rei Inútil, regia di Telmo Churro – cortometraggio (Portogallo)

### Onde / Omaggio a Yu Lik-wai
Retrospettiva dedicata al regista hongkonghese Yu Lik-wai.
- Neon Goddesses, regia di Yu Lik-wai – documentario (Hong Kong, Belgio, 1996)
- Tin seung yan gaan, regia di Yu Lik-wai (Hong Kong, 1999)
- Míngrì tiānyá, regia di Yu Lik-wai (Cina, Francia, Brasile, Hong Kong, Corea del Sud, 2003)
- Dance Me to the End of Love, regia di Yu Lik-wai – cortometraggio (Corea del Sud, 2004)
- Dàng kòu, regia di Yu Lik-wai (Cina, Hong Kong, Giappone, 2008)

### Spazio Torino
- Bandini - Tragedia in tre atti, regia di Stefano Cravero – cortometraggio (Italia)
- Carmine, regia di Davide Luchino – cortometraggio (Italia)
- Chasing, regia di Renato Porfido – cortometraggio (Italia)
- Il signore delle chiavi, regia di Mauro De Fazio e Lucio Viglierchio – cortometraggio (Italia)
- L'illusionista, regia di Rocco Riccio – cortometraggio (Italia)
- Trilogia dell'amore, regia di Felipe Aguila – cortometraggio (Italia)

### E intanto in Italia
- Adelante Petroleros! L'oro nero dell'Ecuador, regia di Maurizio Zaccaro – documentario (Italia)
- La pazza della porta accanto - Conversazione con Alda Merini, regia di Antonietta De Lillo – documentario (Italia)
- Parole povere, regia di Francesca Archibugi – documentario (Italia)

### Spazio Torino / Evento speciale
- Un altro ritmo, regia di Giancarlo Tovo – cortometraggio (Italia)

### TorinoFilmLab
- Il sud è niente, regia di Fabio Mollo (Italia, Francia)
- Lupu, regia di Bogdan Mustata (Romania, Germania)
- Mary Is Happy, Mary Is Happy, regia di Nawapol Thamrongrattanarit (Thailandia)
- Salvo, regia di Fabio Grassadonia e Antonio Piazza (Italia, Francia)
- The Lunchbox, regia di Ritesh Batra (India, Francia, Germania)
- Yuri Esposito, regia di Alessio Fava (Italia)

### New Hollywood
Retrospettiva dedicata ai film della Nuova Hollywood.
- Sfida nell'Alta Sierra (Ride the High Country), regia di Sam Peckinpah (Stati Uniti, 1962)
- I selvaggi (The Wild Angels), regia di Roger Corman (Stati Uniti, 1966)
- Gangster Story (Bonnie and Clyde), regia di Arthur Penn (Stati Uniti, 1967)
- Bersagli (Targets), regia di Peter Bogdanovich (Stati Uniti, 1968)
- Un uomo a nudo (The Swimmer), regia di Frank Perry (Stati Uniti, 1968)
- Bob & Carol & Ted & Alice, regia di Paul Mazursky (Stati Uniti, 1969)
- Easy Rider - Libertà e paura (Easy Rider), regia di Dennis Hopper (Stati Uniti, 1969)
- America, America, dove vai? (Medium Cool), regia di Haskell Wexler (Stati Uniti, 1969)
- Un uomo da marciapiede (Midnight Cowboy), regia di John Schlesinger (Stati Uniti, 1969)
- Non torno a casa stasera (The Rain People), regia di Francis Ford Coppola (Stati Uniti, 1969)
- Non si uccidono così anche i cavalli? (They Shoot Horse, Don't They?), regia di Sydney Pollack (Stati Uniti, 1969)
- Cinque pezzi facili (Five Easy Pieces), regia di Bob Rafelson (Stati Uniti, 1970)
- Woodstock - Tre giorni di pace, amore e musica (Woodstock), regia di  Michael Wadleigh – documentario (Stati Uniti, 1970)
- Harold e Maude (Harold and Maude), regia di Hal Ashby (Stati Uniti, 1971)
- Piccoli omicidi (Little Murders), regia di Alan Arkin (Stati Uniti, 1971)
- L'ultimo spettacolo (The Last Picture Show), regia di Peter Bogdanovich (Stati Uniti, 1971)
- L'uomo che fuggì dal futuro (THX 1138), regia di George Lucas (Stati Uniti, 1971)
- Strada a doppia corsia (Two-Lane Blacktop), regia di Monte Hellman (Stati Uniti, 1971)
- Punto zero (Vanishing Point), regia di Richard C. Sarafian (Stati Uniti, 1971)
- America 1929 - Sterminateli senza pietà (Boxcar Bertha), regia di Martin Scorsese (Stati Uniti, 1972)
- Per 100 chili di droga (Cisco Pike), regia di Bill L. Norton (Stati Uniti, 1972)
- Città amara - Fat City (Fat City), regia di John Huston (Stati Uniti, 1972)
- Le due sorelle (Sisters), regia di Brian De Palma (Stati Uniti, 1972)
- Il re dei giardini di Marvin (The King of Marvin Gardens), regia di Bob Rafelson (Stati Uniti, 1972)
- Electra Glide (Electra Glide in Blue), regia di James William Guercio (Stati Uniti, 1973)
- Pat Garrett e Billy Kid (Pat Garrett & Billy the Kid), regia di Sam Peckinpah (Stati Uniti, 1973)
- Lo spaventapasseri (Scarecrow), regia di Jerry Schatzberg (Stati Uniti, 1973)
- L'ultima corvé (The Last Detail), regia di Hal Ashby (Stati Uniti, 1973)
- California Poker (California Split), regia di Robert Altman (Stati Uniti, 1974)
- Il pornografo (Inserts), regia di John Byrum (Stati Uniti, 1974)
- Perché un assassinio (The Parallax View), regia di Alan J. Pakula (Stati Uniti, 1974)
- Una calibro 20 per lo specialista (Thunderbolt and Lightfoot), regia di Michael Cimino (Stati Uniti, 1974)
- Marlowe, il poliziotto privato (Farewell, My Lovely), regia di Dick Richards (Stati Uniti, 1975)
- Milestones, regia di John Douglas e Robert Kramer (Stati Uniti, 1975)
- Bersaglio di notte (Night Moves), regia di Arthur Penn (Stati Uniti, 1975)
- Sorridi (Smile), regia di Michael Ritchie (Stati Uniti, 1975)

## Giurie
Le Giurie erano così composte:

### Torino 31
- Guillermo Arriaga
- Stephen Amidon
- Aida Begić
- Francesca Marciano
- Jorge Perugorría

### Internazionale.doc
- Cíntia Gil
- Jean-Charles Hue
- Gabe Klinger

### Italiana.doc
- Jasmin Bašić
- Esmeralda Calabria
- Salvatore Mereu

### Italiana.corti
- Caterina Carone
- Andrea Lissoni
- Tommaso Pincio

## Premi
La cerimonia di premiazione si è tenuta sabato 30 novembre.

### Torino 31
- Miglior film: Club Sandwich di Fernando Eimbcke
- Premio speciale della Giuria: 2 automnes 3 hivers di Sébastien Betbeder
- Premio per la miglior attrice: Samantha Castillo in Pelo malo
- Miglior sceneggiatura: Pelo malo
- Premio del pubblico: La mafia uccide solo d'estate di  Pierfrancesco Diliberto

### Internazionale.doc
- Miglior film: A Spell to Ward Off the Darkness di Ben Rivers e Ben Russell
- Premio speciale della Giuria: Stop the Pounding Heart di Roberto Minervini

### Italiana.doc
- Miglior documentario italiano: I fantasmi di San Berillo di Edoardo Morabito
- Premio speciale della giuria (ex aequo): Striplife di Andrea Zambelli, Alberto Mussolini, Luca Scaffidi, Nicola Grignani, Valeria Testagrossa e Wolf di Claudio Giovannesi
- Menzione speciale: Il segreto di cyop&kaf

### Italiana.corti
- Miglior cortometraggio italiano - Premio Chicca Richelmy: ReCuiem di Valentina Carnelutti
- Premio speciale della Giuria: No More Lonely Nights, regia di Fabio Scacchioli e Vincenzo Core

### Premi collaterali
- Spazio Torino - Premio Achille Valdata per il Miglior cortometraggio: Carmine di Davide Luchino
- Premio Cipputi - Miglior film sul mondo del lavoro: Portrait of a Lone Farmer di Jide Tom Akinleminu
- Premio FIPRESCI: Le Démantèlement di Sébastien Pilote
- Premio Scuola Holden per la miglior sceneggiatura: Pelo malo
- Premio Achille Valdata per il miglior film: Pelo malo di Mariana Rondón
- Premio Avanti!: Striplife
- Premio UCCA Venti città - Menzione speciale a: Il segreto di cyop&kaf e El lugar de las fresas di Maite Vitoria Daneris
- Premio "Gli Occhiali di Gandhi": Striplife
  - Menzione speciale: El lugar de las fresas di Maite Vitoria Daneris
  - Menzione speciale: L'immagine mancante (L'image manquante) di Rithy Panh
- Premio Interfedi: La plaga di Neus Ballús